# Zdravko Zima
Zdravko Zima (Malinska, 9. ožujka 1948.) je hrvatski publicist, esejist i književni kritičar.

## Život i djelo
Rođen na otoku Krku, studirao je sociologiju i jugoslavistiku na Filozofskom fakultetu u Zagrebu. Bio je novinar i kolumnist kulturnih i društvenih rubrika u Vjesniku, Danasu, Vijencu, Novom listu i dr. Uređivao je časopise "Most/The Bridge", "Lettre Internationale" i "Cicero". Bio je savjetnik za izdavaštvo u hrvatskom Ministarstvu kulture. Njegova poznata kolumna “Zimsko ljetovanje” je 15-ak godina izlazila u Novom listu, u kulturnom prilogu Mediteran. Kolumna je bila svojevrsna društveno-kulturna kronika širokog zamaha, pisana u eruditskoj maniri. Kao književni kritičar osebujnog stila se afirmira 1980-ih. Pokazuje veliku erudiciju u prikazima svjetskih književnih imena i djela, te s njima povezanim društvenim i estetskim pitanjima. Za tisak je priredio knjige niza autora (Nedjeljko Fabrio, Irena Vrkljan, Feđa Šehović, Veselko Tenžera, Drago Štambuk, Edvard Kocbek). Član je Društva hrvatskih književnika. Potpisnik je Deklaracije o zajedničkom jeziku, u kojoj se tvrdi da se u Hrvatskoj, Bosni i Hercegovini, Srbiji i Crnoj Gori govore nacionalne standardne varijante zajedničkog policentričnog standardnog jezika.

## Zbirke eseja, kritika i dnevničkih zapisa
- Noćna strana uma (1990.)
- Zvjezdana prašina (1992.)
- Zagreb je kriv za sve (1993.)
- Purgeri u purgatoriju (1995.)
- Porok pisanja (2000.)
- Zimsko ljetovanje (2001.)
- Močvara (2002.)
- Prikazi, prikaze (2003.)
- Gondolijer na Vltavi (2004.)
- Metak u petak (2005.)
- Lovac u labirintu (2006.)[8][9]
- Život je tabloid (2007.)
- Bordel u plamenu (2009.)[10]
- Adam i Eva u raju (2012.)[11]
- Ekstraeseji 2012.
- Dnevnik jednog skribomana (2015.)[12][13][14]
- Dnevnik jednog mitomana (2017.)

## Nagrade (nepotpun popis)
- 2001.: Nagrada Julije Benešić za knjigu kritika Porok pisanja
- 2004.: Nagrada Kiklop, za najbolju knjigu eseja (Gondolijer na Vltavi)
- 2005.: Nagrada Marija Jurić Zagorka Hrvatskog novinarskog društva, za unaprjeđenje novinarskog izraza
- 2007.: Nagrada Ivan Goran Kovačić, za knjigu Lovac u labirintu

## Vanjske poveznice
Mrežna mjesta
- Kultura je sve ono što politika nije, a smijeh nam je potreban kao kruh!" (intervju), Nova Istra 2/2019. (IA)
- Drago Pilsel, Adio, druže Zima!, www.autograf.hr, 13. siječnja 2014. (IA)